# Chame (Panama)
Pour les articles homonymes, voir Chame.
Chame est un corregimiento situé dans le district homonyme, province de Panama Ouest, au Panama. En 2010, la localité comptait 2 432 habitants.